# Corvospongilla thysi
Corvospongilla thysi är en svampdjursart som beskrevs av Brien 1968. Corvospongilla thysi ingår i släktet Corvospongilla och familjen Spongillidae. Inga underarter finns listade i Catalogue of Life.